# Karzeł Argo
Karzeł Argo (również PGC 20125) – nieregularna galaktyka karłowata znajdująca się w gwiazdozbiorze Kila w odległości 12 milionów lat świetlnych od Ziemi. Została odkryta w 1980 roku przez zespół astronomów kierowany przez Harolda Corwina.
Badania prowadzone przez Mike’a Irwina wykazały znajdujące się w tej galaktyce gorące niebieskie regiony formowania nowych gwiazd, jak również czerwone nadolbrzymy. Karzeł Argo jest obserwowany również w neutralnym świetle wodoru, przez co wydaje się być typową karłowatą galaktyką nieregularną spoza Grupy Lokalnej.